# Vaughn Groenewald
Vaughn Groenewald (Ermelo, 28 december 1974) is een Zuid-Afrikaans golfprofessional, die actief is op de Sunshine Tour.

## Loopbaan
Voordat Groenwald in 1999 een golfprofessional werd, was hij een golfamateur en hij won geen golftoernooien.
In mei 2006 behaalde Groenewald op de Sunshine Tour zijn eerste profzege door de Vodacom Origins of Golf Tour op de Pretoria Country Club te winnen. Vijf maanden later, in oktober 2006, behaalde hij zijn tweede profzege door de Platinum Classic te winnen.

## Prestaties

### Professional
Sunshine Tour
| Nr. | Datum           | Toernooi                                | Score           | Score | Info  |
| --- | --------------- | --------------------------------------- | --------------- | ----- | ----- |
| 1   | 26 mei 2006     | Vodacom Origins of Golf Tour - Pretoria | 69-65-71=205    | –11   | [ 1 ] |
| 2   | 28 oktober 2006 | Platinum Classic                        | 68-66-68=202    | –14   | [ 2 ] |
| 2   | 3 mei 2015      | Zambia Sugar Open                       | 68-65-71-68=272 | –20   | [ 3 ] |